# 普吕斯凯莱克
普吕斯凯莱克（法語：Plusquellec，法語發音：[plyskɛlɛk]）是法国阿摩尔滨海省的一个市镇，位于该省西部偏南，属于甘冈区，同时也是甘冈城市圈的一部分。

## 地理
普吕斯凯莱克（48°23'9"N, 3°29'7"W）面积26.31 平方千米，位于法国布列塔尼大區阿摩尔滨海省，该省份为法国西北部沿海省份，位于布列塔尼半岛北部，北濒大西洋英吉利海峡，西接菲尼斯泰尔省，南至莫尔比昂省，东临伊勒-维莱讷省。
与普吕斯凯莱克接壤的市镇（或旧市镇、城区）包括：卡拉内勒、卡拉克、卡诺埃特、迪欧特、普卢拉克。
普吕斯凯莱克的时区为UTC+01:00、UTC+02:00（夏令时）。

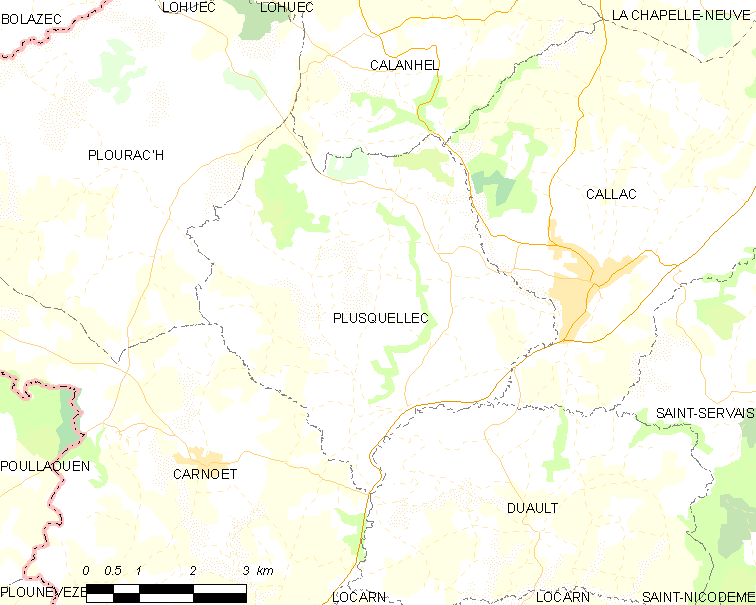
普吕斯凯莱克的OSM定位图

## 行政
普吕斯凯莱克的邮政编码为22160，INSEE市镇编码为22243。

## 政治
普吕斯凯莱克所属的省级选区为卡拉克县。

## 人口

1962-2008年间普吕斯凯莱克人口变化图示

普吕斯凯莱克于2022年1月1日时的人口数量为557人。